# Helmut Heisig
Helmut Anton Heisig (* 1. August 1902 in Ratiborhammer, Oberschlesien; † 23. August 1954 in Würzburg) war ein deutscher Kriminalbeamter und SS-Sturmbannführer.

## Leben und Wirken

### Weimarer Republik
Helmut Heisig engagierte sich nach dem Ersten Weltkrieg im Oberschlesischen Selbstschutz. 1921 floh er während des dritten polnischen Aufstandes in Oberschlesien aus Kattowitz. Später nahm er ein Studium auf, das er 1928 aus wirtschaftlichen Gründen abbrechen musste. Stattdessen trat er im November desselben Jahres als Kriminalkommissaranwärter beim Polizeipräsidium Breslau in den Kriminaldienst ein. Er wurde zunächst in Breslau und am Polizei-Institut Charlottenburg zum Kriminalbeamten ausgebildet und war dann bis Oktober 1931 bei der Kriminalpolizei in Breslau tätig. Dort bestand er 1930 auch die Kommissarprüfung.
Im Oktober 1931 wurde Heisig nach Berlin versetzt, wo er zunächst beim Polizeiamt Mitte im Referat Kapitalverbrechen arbeitete. Später kam er in die Abteilung IA (Politische Polizei), bei der er vorwiegend mit der Bekämpfung der KPD befasst war. Ab Anfang 1932 wurde Heisig auch bei der Überwachung von politischen Veranstaltungen der NSDAP eingesetzt. In dieser Funktion musste er angeblich bei einer Versammlung im Berliner Sportpalast Hermann Göring, der dort als Sprecher der NSDAP auftrat, das Wort abschneiden. Dies soll Heisig einen negativen Eintrag in der Kartei der Nationalsozialistischen Arbeitsgemeinschaft, der geheimen NS-Organisation in der Polizei, eingebracht haben, wie das Nachrichtenmagazin Der Spiegel im Jahr 1959 berichtete. Der Spiegel – dessen Redaktion zu dieser Zeit allerdings zahlreiche ehemalige Angehörige der Kriminalpolizei von vor 1945 angehörten, die um eine positive Darstellung ihrer Kollegen bemüht waren – schloss daraus, Heisig sei keineswegs wie später vielfach behauptet ein „Vertrauensmann der NSDAP“ gewesen. Allerdings geht aus einem selbstverfassten Lebenslauf Heisigs hervor, dass er selbst seit 1932 der – ihn angeblich verfolgenden – Nationalsozialistischen Arbeitsgemeinschaft angehörte. Außerdem hatte Heisig im August 1932 als Vertrauensmann seines Vorgesetzten Heinrich Schnitzler an geheimen Kontaktaufnahmen der Politischen Polizei zu der Berlin NS- und SA-Führung teilgenommen, bei denen die Einrichtung eines gegenseitigen Nachrichtendienstes und die gemeinsame Bekämpfung des Marxismus erörtert wurde. Die Folge war ein heimlicher, regelmäßiger Austausch von Unterlagen zwischen Polizei und NSDAP und eine immer weitere Annäherung beider Seiten in den Monaten vor der nationalsozialistischen „Machtergreifung“.

### NS-Zeit

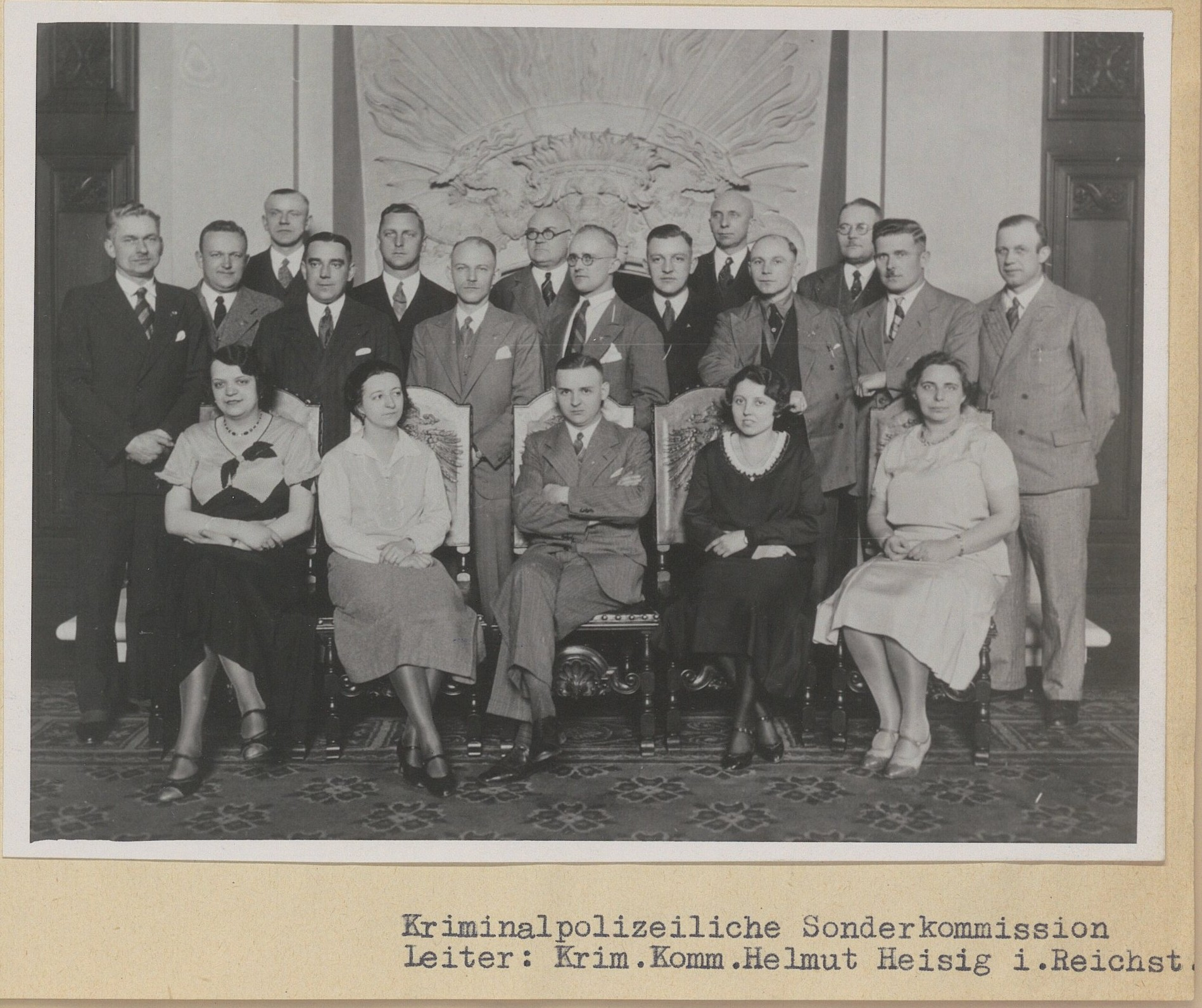
Helmut Heisig, auf dem mittleren Stuhl (flankiert von den weiblichen Hilfskräften) sitzend, als Leiter der kriminalpolizeilichen Ermittlungskommission zur Aufklärung des Reichstagsbrand (1933).

Wenige Wochen nach dem Regierungsantritt der Nationalsozialisten war Heisig einer der ersten Beamten, die im Frühjahr 1933 in die Geheime Staatspolizei (Gestapo) übernommen wurden. Grund hierfür dürfte seine Bekanntschaft mit Rudolf Diels, dem ersten Chef der Gestapo und ehemaligen Kollegen Heisigs in der Abteilung IA gewesen sein. Im Februar/März 1933 war Heisig neben Rudolf Braschwitz, Reinhold Heller und Walter Zirpins eines von vier Mitgliedern der von Hermann Göring eingesetzten Sonderkommission zur Untersuchung des Reichstagsbrandes vom 27./28. Februar dieses Jahres. Heisig verhörte als erster, wenige Stunden nach dem Brand, den im Reichstagsgebäude angetroffenen angeblichen Brandstifter Marinus van der Lubbe. Im März 1933 reiste Heisig im Zuge der Brandermittlungen für einige Tage nach Leiden in den Niederlanden, um dort Ermittlungen zur Person Lubbes – der aus Leiden stammte – anzustellen. So verhörte er einige Gesinnungsgenossen und Verwandte Lubbes und informierte sich bei den niederländischen Behörden über Lubbes persönlichen Werdegang und politische Tätigkeit.
Zum 1. Mai 1933 trat Heisig auch in die NSDAP ein (Mitgliedsnummer 2.634.974). 1934 wurde er als Leiter der Polizei und Kriminalpolizei nach Dessau versetzt und dort am 1. September 1934 zum Kriminaloberinspektor befördert. 1937 wurde er Leiter der Kriminalpolizei und der Politischen Polizei in Bonn im Rang eines Kriminalrates. Am 1. Mai 1938 wurde er schließlich zur Staatlichen Kriminalpolizei nach Chemnitz versetzt.
Während des Zweiten Weltkrieges war Heisig unter anderem bei den Stapostellen Hohensalza, Karlsbad, Nürnberg und Klagenfurt tätig. Am 20. April 1940 trat er in die Schutzstaffel (SS) ein (Mitgliedsnummer 353.254), in der er dem SD-Hauptamt zugeteilt war und 1942 zum SS-Sturmbannführer befördert wurde.

### Nachkriegszeit
Bei Kriegsende geriet Heisig in alliierte Gefangenschaft. Er wurde anschließend bis 1948 interniert. Nach seiner Entlassung aus der Internierung lebte er in Würzburg. Er starb 1954 bei einem Unfall: Er stürzte bei der Vorführung seines Neubaus in Würzburg die Kellertreppe herunter, wobei er tödliche Verletzungen erlitt.

## Ehe und Familie
Heisig war verheiratet mit Martha Oexle (* 26. Juni 1908 in Straßburg/Elsaß). Aus der Ehe ging eine Tochter hervor.